# Eois paraviolascens
Eois paraviolascens är en fjärilsart som beskrevs av Paul Dognin 1900. Eois paraviolascens ingår i släktet Eois och familjen mätare. Inga underarter finns listade i Catalogue of Life.